# Rożewe (obwód kirowohradzki)
Rożewe (ukr. Рожеве) – wieś na Ukrainie, w obwodzie kirowohradzkim, w rejonie aleksandryjskim, w hromadzie Pryjutiwka. W 2001 liczyła 66 mieszkańców.